# Anabarhynchus diversicolor
Anabarhynchus diversicolor är en tvåvingeart som beskrevs av Lyneborg 1992. Anabarhynchus diversicolor ingår i släktet Anabarhynchus och familjen stilettflugor. Inga underarter finns listade i Catalogue of Life.